# Фарба в аерозольних балонах
Фа́рба в аерозо́льних бало́нах є пакуванням фарби, що зберігається у сильно стисненому стані всередині аерозольних балонів, виходячи з нього у вигляді розпилення, яке регулюють натисненням кнопки. Зазвичай такі балони мають портативний розмір і продаються в крамницях. Фарбу можна наносити на метал, деревину, пластмасу та інші тверді поверхні.  
Фарба в аерозольних балонах набула особливого поширення серед культури графіті.